# Epitálamo
El epitálamo es una parte del encéfalo situada por encima del tálamo. Junto con el tálamo, el hipotálamo y el subtálamo, forma el diencéfalo. Es una zona que pertenece al sistema límbico, por lo que su función está relacionada con la vida instinto-afectiva. Está constituido por la glándula pineal que secreta la hormona melatonina y otras estructuras que no secretan hormonas, entre ellas los núcleos habenulares y las estrías medulares.

## Glándula pineal o epífisis
Se encuentra entre los colículos superiores, colgando de la parte posterior envuelta por piamadre. Con los años se calcifica, pudiendo distinguirse claramente en una radiografía. La glándula pineal contiene neuronas, células de glía y células secretoras especializadas llamadas pinealocitos. Los pinealocitos sintetizan melatonina a partir de la serotonina mediante enzimas que son sensibles a las variaciones de luz ambiental, por este motivo la producción de melatonina es mayor en las horas de oscuridad. Se considera que la glándula pineal actúa de forma muy parecida a un reloj y regula los ciclos de sueño y vigilia (ritmo circadiano).
En algunas especies de anfibios y reptiles, se presenta como un órgano vestigial sensible a la luz que se denomina "ojo pineal".
Las especies que poseen un órgano fotorreceptor parapineal muestran asimetría en el epitálamo en la habénula, a la izquierda (dorsal).

## Trígono de la habénula
Es una estructura que tiene en su interior los núcleos habenulares: uno medial y uno lateral. Estos núcleos, reciben aferencias de los núcleos septales, vía estría terminal, y proyectan sus eferencias, vía fascículo retroflexus, al núcleo interpeduncular. Por lo tanto, están relacionados con el sistema límbico.
Desde el núcleo de la habénula, ubicado en el centro del trígono habenular,  salen fibras que son las que se definieron como las estrías medulares del tálamo, que corresponden a fibras que se dirigen  a la pared medial del tálamo, hasta las áreas septales en la parte anterior. Estas fibras, además, se conectan con las del lado opuesto, es decir, se forma una comisura que corresponde a la comisura de la habénula, que no corresponde a la comisura posterior o epitalámica, sino que es un comisura propia que está sobre la glándula pineal.
La función de los núcleos habenulares está relacionada con la respuesta emocional frente a los olores.

## Partes anatómicas
- Glándula pineal.
- Habénula.
- Trígono habenular.
- Estrías medulares.
- Comisura posterior.[4]
- Techo epitelial del tercer ventrículo cerebral.